# Gonyosoma boulangeri
La serpiente rinoceronte (Gonyosoma boulangeri) también conocida como la serpiente de rata rinoceronte o la serpiente de nariz larga vietnamita, es una especie de serpiente venenosa encontrada desde el norte de Vietnam hasta el sur de China. Tiene una prominencia distintiva cubierta de escamas en el frente de su hocico, que ha llevado a su nombre común en referencia al rinoceronte.

## Etimología
Su nombre específico, boulengeri, es en honor al biólogo belga-británico George Albert Boulenger quien fue su descubridor. 

## Rango geográfico
R. boulengeri se encuentra en el norte de Vietnam, incluyendo Tam Dao, y en el sur de China. Durante una investigación de 2001, se observaron 10 especímenes en la provincia de Yên Bái, en el norte de Vietnam.

## Descripción
El tamaño adulto de esta serpiente es de 100-160 cm (39-63 in) de longitud total (incluyendo la cola). Su cuenta de escamas es de 19 hileras dorsales en el cuerpo medio.

## Historia natural
Las serpientes rinoceronte habitan selvas tropicales y subtropicales en elevaciones entre 300 y 1.100 m (980 y 3.610 pies), en particular los valles con arroyos. Son generalmente arbóreas, y sobre todo nocturnas, cazan ratones pequeños y otros roedores, pájaros, y quizás otras presas vertebradas. Son ovíparas, su época de apareamiento es de abril a mayo y pueden producir de 5 a 10 huevos en una sola puesta. Después de 60 días de incubación, las crías tienen una longitud total de 30-35 cm (12-14 pulgadas), de color gris parduzco con bordes oscuros en varias escamas dorsales. A medida que maduran, cambian de color a gris acero en alrededor de 12-14 meses, a continuación, a un tono verde o verde azulado en alrededor de 24 meses. Sin embargo; raros casos mantienen su color gris acero y no pasan a la fase de color ordinariamente maduro.

## Otras lecturas
- Brachtel, Norbert. 1998. "Das Portrait: Rhynchophis boulengeri (Mocquard, 1897)". Sauria, Berlin 20 (1): 2. (in German).

- Mocquard F. 1897. "Notes herpétologiques". Bulletin du Muséum national d'histoire naturelle, Series 1, 3 (6): 211-217. (Rhynchophis boulengeri, new species, p. 215). (en francés)

- Orlov, Nikolai et al. 1999. "Eine seltene Natter aus Nordvietnam, Rhynchophis boulengeri (Mocquard, 1897)". Sauria, Berlin 20 (1): 3–8. (in German).